# Československo na Zimních olympijských hrách 1988
Československo na Zimních olympijských hrách v Calgary v roce 1988 reprezentovalo 59 sportovců, z toho 10 žen. Nejmladším účastníkem byla krasobruslařka Iveta Voralová (17 let, 201 dní), nejstarší pak biatlonista Jaromír Šimůnek (33 let,21 dní). Reprezentanti vybojovali 1 stříbrnou a 2 bronzové medaile. 

## Československé medaile
| Medaile | Jméno                                               | Sport           | Disciplína        |
| ------- | --------------------------------------------------- | --------------- | ----------------- |
| Stříbro | Pavel Ploc                                          | skoky na lyžích | střední můstek    |
| Bronz   | Ladislav Švanda Radim Nyč Václav Korunka Pavel Benc | běh na lyžích   | štafeta 4 × 10 km |
| Bronz   | Jiří Malec                                          | skoky na lyžích | střední můstek    |

## Seznam všech zúčastněných sportovců
| Číslo | Jméno                | Pohlaví | Věk | Sport              |
| ----- | -------------------- | ------- | --- | ------------------ |
| 1     | Ľudmila Milanová     | Žena    | 20  | Alpské lyžování    |
| 2     | Lucia Medzihradská   | Žena    | 19  | Alpské lyžování    |
| 3     | Lenka Kebrlová       | Žena    | 21  | Alpské lyžování    |
| 4     | Peter Jurko          | Muž     | 20  | Alpské lyžování    |
| 5     | Adrián Bíreš         | Muž     | 18  | Alpské lyžování    |
| 6     | Jaromír Šimůnek      | Muž     | 33  | Biatlon            |
| 7     | Jan Matouš           | Muž     | 26  | Biatlon            |
| 8     | Tomáš Kos            | Muž     | 20  | Biatlon            |
| 9     | Jiří Holubec         | Muž     | 21  | Biatlon            |
| 10    | František Chládek    | Muž     | 29  | Biatlon            |
| 11    | Ivana Rádlová        | Žena    | 19  | Běh na lyžích      |
| 12    | Martin Petrásek      | Muž     | 21  | Běh na lyžích      |
| 13    | Petr Lisičan         | Muž     | 25  | Běh na lyžích      |
| 14    | Viera Klimková       | Žena    | 30  | Běh na lyžích      |
| 15    | Alžbeta Havrančíková | Žena    | 24  | Běh na lyžích      |
| 16    | Ľubomíra Balážová    | Žena    | 19  | Běh na lyžích      |
| 17    | Ladislav Švanda      | Muž     | 28  | Běh na lyžích      |
| 18    | Radim Nyč            | Muž     | 21  | Běh na lyžích      |
| 19    | Václav Korunka       | Muž     | 22  | Běh na lyžích      |
| 20    | Pavel Benc           | Muž     | 24  | Běh na lyžích      |
| 21    | Iveta Voralová       | Žena    | 17  | Krasobruslení      |
| 22    | Viera Řeháková       | Žena    | 23  | Krasobruslení      |
| 23    | René Novotný         | Muž     | 24  | Krasobruslení      |
| 24    | Lenka Knapová        | Žena    | 17  | Krasobruslení      |
| 25    | Ivan Havránek        | Muž     | 23  | Krasobruslení      |
| 26    | Petr Barna           | Muž     | 21  | Krasobruslení      |
| 27    | David Volek          | Muž     | 21  | Lední hokej        |
| 28    | Petr Vlk             | Muž     | 24  | Lední hokej        |
| 29    | Rostislav Vlach      | Muž     | 25  | Lední hokej        |
| 30    | Eduard Uvíra         | Muž     | 26  | Lední hokej        |
| 31    | Rudolf Suchánek      | Muž     | 26  | Lední hokej        |
| 32    | Antonín Stavjaňa     | Muž     | 25  | Lední hokej        |
| 33    | Jaromír Šindel       | Muž     | 28  | Lední hokej        |
| 34    | Jiří Šejba           | Muž     | 25  | Lední hokej        |
| 35    | Bedřich Ščerban      | Muž     | 23  | Lední hokej        |
| 36    | Vladimír Růžička     | Muž     | 24  | Lední hokej        |
| 37    | Petr Rosol           | Muž     | 23  | Lední hokej        |
| 38    | Radim Raděvič        | Muž     | 21  | Lední hokej        |
| 39    | Dušan Pašek          | Muž     | 27  | Lední hokej        |
| 40    | Igor Liba            | Muž     | 27  | Lední hokej        |
| 41    | Jiří Lála            | Muž     | 28  | Lední hokej        |
| 42    | Jiří Hrdina          | Muž     | 30  | Lední hokej        |
| 43    | Miloslav Hořava      | Muž     | 26  | Lední hokej        |
| 44    | Dominik Hašek        | Muž     | 23  | Lední hokej        |
| 45    | Oto Haščák           | Muž     | 24  | Lední hokej        |
| 46    | Jiří Doležal         | Muž     | 25  | Lední hokej        |
| 47    | Mojmír Božík         | Muž     | 25  | Lední hokej        |
| 48    | Jaroslav Benák       | Muž     | 25  | Lední hokej        |
| 49    | Petr Urban           | Muž     | 27  | Saně               |
| 50    | Luboš Jíra           | Muž     | 19  | Saně               |
| 51    | Jiří Kyncl           | Muž     | 25  | Rychlobruslení     |
| 52    | František Repka      | Muž     | 22  | Severská kombinace |
| 53    | Ladislav Patráš      | Muž     | 20  | Severská kombinace |
| 54    | Miroslav Kopal       | Muž     | 25  | Severská kombinace |
| 55    | Ján Klimko           | Muž     | 27  | Severská kombinace |
| 56    | Jiří Parma           | Muž     | 25  | Skoky na lyžích    |
| 57    | Ladislav Dluhoš      | Muž     | 22  | Skoky na lyžích    |
| 58    | Jiří Malec           | Muž     | 25  | Skoky na lyžích    |
| 59    | Pavel Ploc           | Muž     | 23  | Skoky na lyžích    |